# Seidenfia
Seidenfia là một chi thực vật có hoa trong họ, Orchidaceae.